# Bosgierstgras
Bosgierstgras (Milium effusum) is een overblijvende plant die behoort tot de grassenfamilie (Poaceae). De plant komt van nature voor in Europa, Azië en het oosten van Noord-Amerika.
De dichte zodenvormende plant wordt 0,5-1,8 m hoog, heeft blauwgroene stengels en vormt korte, kruipende wortelstokken. Het vlakke, 10-30 cm × 5-15 mm grote, min of meer overhangende blad is bij het tot 7 mm lange tongetje behaard. Het blad heeft ruwe randen.
Bosgierstgras bloeit in mei en juni met 10-30 cm lange, zeer losse pluimen, waarvan de takken rechtafstaan, maar later gaan overhangen. De aarspil is glad. De 3-4 mm lange aartjes bestaan uit één bloempje, zijn lichtgroen en hebben een tot 5 mm lang steeltje. De kelkkafjes zijn iets langer dan de ongeveer 3 mm lange kroonkafjes en aan de einden iets ruw. De helmhokjes zijn 2,2 mm lang.
De vrucht is een graanvrucht.
De plant komt voor in loofbossen en onder heggen op vochtige, matig voedselrijke grond. Op stikstofarme plaatsen wordt de plant geelgroen.

## Cultivars
- Milium effusum 'Aureum' is een cultivar met in het voorjaar heldergele bladeren, die later geelgroen worden.

## In andere talen
- Duits: Wald-Flattergras
- Engels: Wood millet, American milletgrass
- Frans: Millet étalé